# Силов, Юрий Викентьевич
Ю́рий Вике́нтьевич Си́лов (латыш. Juris Silovs; 30 августа 1950, Краслава, Латвийская ССР — 28 сентября 2018) — советский легкоатлет, двукратный призёр Олимпийских игр. Выступал за спортивное общество «Варпа».

## Спортивная карьера
Спринтом Юрий занялся достаточно поздно — в 15 лет. Первый тренер Владислав Скешкан (гор. Краслава). Тренировался в группе Иманта Лиепиньша. В 1968 году выполнил норматив мастера спорта СССР.
В 1972 году Юрий занял третье место на чемпионате СССР и попал запасным в команду. Прямо перед Играми из эстафетной четвёрки выбыл Владимир Атамась и его заменил Юрий Силов. Сборная СССР, имея ровный состав, рассчитывала на хорошее выступление в финале, однако с третьего этапа на четвёртый Юрий передал палочку Валерию Борзову только пятым. Помешала травма — разрыв задней мышцы бедра. Тем не менее, лидер сборной СССР вывел команду на второе место. На Олимпийских играх 1972 в Мюнхене Юрий Силов завоевал серебряную медаль в эстафете 4×100 метров вместе с Александром Корнелюком, Владимиром Ловецким и Валерием Борзовым. Юрия унесли со стадиона на носилках, и он не принимал участия в награждении.
В олимпийском Монреале Силова снова поставили на третий этап и команда завоевала на этот раз третье место. На Олимпиаде в Монреале в 1976 году Юрий Силов завоевал бронзовую медаль в составе эстафете 4×100 метров вместе с Александром Аксининым, Николаем Колесниковым и Валерием Борзовым. В личных соревнованиях на дистанции 100 метров выбыл в первом квалификационном забеге. В 1979 году Юрий ушел из большого спорта.

## Биография
После завершения спортивной карьеры жил в Латвии, занимался ресторанным бизнесом в Риге и Юрмале.